# Brasserie De Ranke
Vous pouvez aider à l'améliorer ou bien discuter des problèmes sur sa page de discussion.
- Il ne cite pas suffisamment ses sources. Vous pouvez indiquer les passages à sourcer avec {{référence nécessaire}} ou {{Référence souhaitée}}, et inclure les références utiles en les liant aux notes de bas de page. (Marqué depuis avril 2021)
- Il contient une ou plusieurs listes. Le texte gagnerait à être rédigé sous la forme d’un ou plusieurs paragraphes synthétiques, afin d’être plus agréable à lire. (Marqué depuis avril 2021)

- Archive Wikiwix
- Bing
- Cairn
- DuckDuckGo
- E. Universalis
- Gallica
- Google
- G. Books
- G. News
- G. Scholar
- Persée
- Qwant
- (zh) Baidu
- (ru) Yandex
- (wd) trouver des œuvres sur Wikidata

La Brasserie De Ranke est une  brasserie  belge située dans le village de Dottignies faisant partie de la commune de Mouscron à l'ouest de la province de Hainaut. 

## Histoire
En 1994, Nino Bacelle, brasseur amateur issu d'une famille de négociants en bières et limonades, produit sa propre bière (la Guldenberg) en louant des installations à l'intérieur de la brasserie Deca à Woesten dans la commune flamande de Vleteren. Il en écoule 90 hl dès la première année. Deux années plus tard, en 1996, il s'associe avec Guido Devos, un autre passionné de bières, pour créer leur propre brasserie, la brasserie De Ranke à Wevelgem. C'est dès cette année que sont brassées la Père Noël, une bière de Noël et la XX Bitter, une bière à forte amertume. En 2004, la brasserie déménage en franchissant la frontière linguistique pour venir s'établir en Wallonie à Dottignies en province du Hainaut. La Noir de Dottignies est produite dès 2009 tandis que la Saison de Dottignies voit le jour l'année suivante. En 2015, la production annuelle de la brasserie atteint les 5 000 hl dont environ la moitié est exportée vers plus de vingt pays.
Le nom de la brasserie De Ranke signifie la branche en français faisant référence à la tige du houblon.

## Bières
La brasserie De Ranke produit et commercialise neuf bières non filtrées, principalement de fermentation haute :
- Guldenberg, une bière d'abbaye blonde titrant 8 % en vol. d'alcool ;
- Père Noël, une bière ambrée de saison titrant 7 % en vol. d'alcool ;
- Saison de Dottignies, une bière ambrée de saison titrant 5,5 % en vol. d'alcool ;
- Noir de Dottignies, une bière noire titrant 8,5 % en vol. d'alcool ;
- XX Bitter, une bière blonde houblonnée à l'amertume prononcée titrant 6 % en vol. d'alcool ;
- XXX Bitter, une bière blonde titrant 6 % en vol. d'alcool, avec 50 % de houblon en plus que la XX Bitter ;
- Cuvée De Ranke, une bière de fermentation mixte, issue de l'assemblage d’une vieille bière flamande et de lambic du Pajottenland titrant 7 % en vol. d'alcool ;
- Kriek De Ranke, une cuvée De Ranke avec adjonction de griottes, titrant aussi 7 % en vol. d'alcool ;
- Hop Harvest, une bière blonde ambrée titrant 6 % en vol. d'alcool.

## Source et lien externe
- (nl) Bieren en Brouwerijen van België – Adelijn Calderon – 2009 –  (ISBN 978-90-7713-518-1)